# Riken Yamamoto
Pour les articles homonymes, voir Yamamoto.
Riken Yamamoto (en japonais : 山本理顕), né en 1945 à Pékin en Chine, est un architecte japonais. Il défend une architecture qui doit être constituée par l’accumulation de compositions diverses.
Il reçoit en 2024 le plus célèbre des prix d’architecture : le prix Pritzker.

## Biographie
Riken Yamamoto obtient, en 1968, un premier diplôme à l’école d’architecte de l’université Nihon au Japon. Puis en 1971, il décroche une maîtrise à l’université des arts de Tokyo.
Durant les années 1970, il fut chercheur au sein des laboratoires du professeur Hiroshi Hara, à l’Institut des Sciences Industrielles de l’université de Tokyo. Il y mènera de nombreuses recherches anthropologiques. Ces années semblent avoir influencé son approche « topologique » de l’architecture. C’est en 1973 qu’il fonde son agence Riken Yamamoto & Field Shop, à Yohohama. En 2002, il est nommé professeur à l’université Kogakuin à Tokyo et à la Yokohama National University. Enfin, Riken Yamamoto est directeur de la Y-GSA (École supérieure d’architecture de Yokohama) depuis 2007.

## Des idées appliquées

### Le bâtiment l’emporte sur la ville: le quartier Ryokuen-toshi
Dans son livre Cell City, Riken Yamamoto développe une idée singulière. Il expose ainsi son point de vue sur la planification urbaine. C’est à la suite de visites dans des villes d’Afrique du Nord telles que Rabat, Fès ou Marrakech que Riken Yamamoto commence à exprimer son goût pour les villes qui se développent de façon naturelle. Il reproche aux villes occidentales la priorité qui y est donné au plan d’ensemble où les bâtiments sont de ce fait considérés comme de simple composant. Tandis que dans les villes arabes, la priorité donnée au composant permet une plus grande flexibilité de la ville. « L’urbanisme moderne est un exemple parfait de régime totalitaire. »
Riken Yamamoto appliquera cette idée en 1993, lorsqu’on lui demandera conseil au sujet des plans de Ryokuen-Toshi. En effet il reçoit la mission de réfléchir à la manière de traiter le terrain quasiment intact qui entoure cette gare proche de Yokohama. Avant son arrivée la situation était bloquée. Il s’avéra impossible de mettre d’accord les différents propriétaires des terrains environnants la gare. L’établissement d’un plan d’ensemble n’était en aucun cas la solution. C’est alors que Riken Yamamoto met en place cette méthode simple : aucun plan d’ensemble, chaque propriétaire peut construire à sa guise. Il établit une unique règle. L’architecte demande aux propriétaires de prolonger chaque bâtiment par un « tentacule » qui le relie à un autre bâtiment. Ainsi au fur et à mesure que les « tentacules » se rejoignent les bâtiments forment un tout continu. L’espace urbain se dessine. D’autant plus que chacune de ces circulations est bordée par des restaurants, des magasins, des bureaux. « La rue se rétrécit et s’élargit, forme de petits squares, monte et descend des escaliers et des passerelles. »

### L’unité familiale l’emporte sur le collectif: le complexe résidentiel de Hotakubo
Dans la même idée où le composant doit l’emporter sur la composition, Riken Yamamoto émet une critique des projets résidentiels collectifs. Il note une contradiction entre le fait que l’on considère un des logements de l’ensemble d’habitations comme ayant un fonctionnement autosuffisant et le fait que malgré tout l’on regroupe ces logements. Il s’oppose à la volonté de certains architectes de multiplier les rencontres dans les immeubles de logements collectifs. Riken Yamamoto défend le point de vue que ces rencontres ne doivent pas être imposées. Et que les logements doivent s’adapter à l’unité (c’est-à-dire la famille) et non pas au bâtiment.
Il applique donc ce point de vue lors de la réalisation du complexe résidentiel de Hotakubo. Dans cet ensemble, les unités d’habitations sont disposées autour d’un espace ouvert, une cour centrale close. Le bâtiment est divisé en blocs qui comportent chacun deux cages d’escaliers. Ainsi la première donne sur la rue et permet d’accéder de l’extérieur à chacune des unités. Tandis que la seconde donne sur la cour centrale et relie chaque unité à cet espace ouvert. La cour close est à l’usage des habitants mais ils sont libres de la pratiquer ou pas. Les habitations donnent toutes sur les rues qui entourent le complexe. « Ce plan constitue un mécanisme servant à éviter tout chevauchement entre la nature communautaire de l’habitation /cellule familiale et celle du square centrale. La première l’emporte toujours. ».

## Le Yokosuka Museum of Art

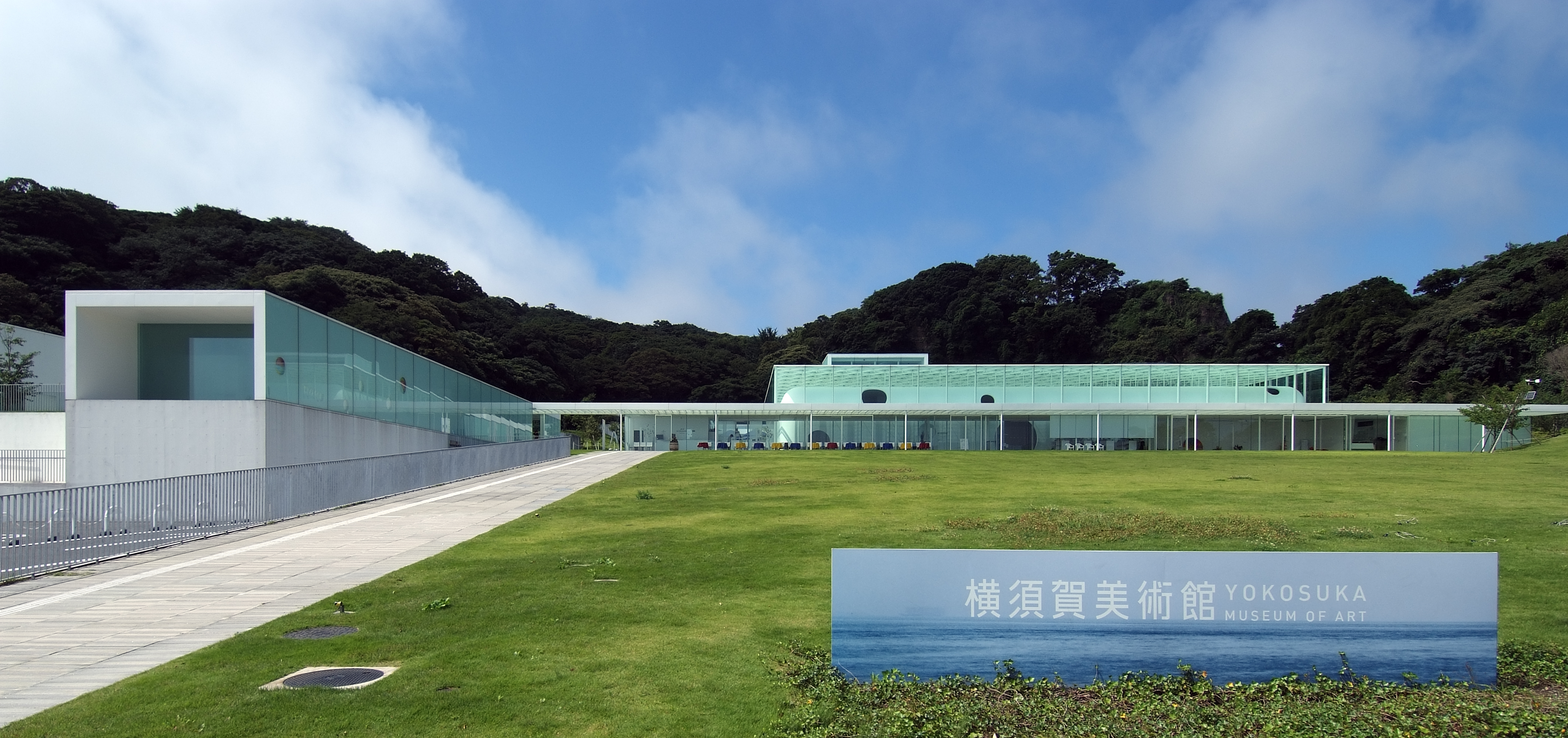
Yokosuka Museum of Art 2009

Le musée d’art à Yokosuka a été réalisé entre 2004 et 2007. La sélection de l’architecte qui allait réaliser le projet s’est fait par la méthode appelée Quality Based Sélection (« sélection basée sur la qualité »). C’est-à-dire que l’architecte est choisi pour ses réalisations antérieures et à travers des entretiens avec ses clients. En février 2002, Riken Yamamoto a donc été nommé architecte du musée d’Art de Yokosuka sans avoir aucune idée architecturale sur le sujet.
Il développera le musée avec le parti qu’il devait être un « type de musée adapté à une visite longue ». Ainsi il tente de réaliser un musée où les visiteurs ne s’ennuieront pas, même s’ils passent la journée entière dans le musée. Riken Yamamoto anime donc l’intérieur du musée par des ouvertures ponctuelles qui offrent des perspectives sur l’extérieur. De plus, l’extérieur du musée a une apparence minimaliste et sophistiquée qui contraste avec l’intérieur. En effet l’intérieur du musée est plus chaleureux, il est composé d’escaliers incurvés et d’ouvertures rondes.

## Principales réalisations
Voici les principales réalisations de Riken Yamamoto :

### Années 1970
- 1975 : Mihira House, préfecture de Kanagawa
- 1977 : Shindo House, préfecture de Kanagawa, Yamakawa Villa
- 1978 : Kubota House, Tokyo, Yamamoto House, préfecture de Kanagawa, Studio Steps, préfecture de Kanagawa

### Années 1980
- 1981 : Seno House, Tokyo
- 1982 : Fujii House, préfecture de Kanagawa
- 1983 : Niikura House, Tokyo, Sato House, Tokyo
- 1984 : ESSES Gallery, Tokyo
- 1985 : Omata House, préfecture de Kanagawa
- 1986 : Kirara Hikari-ga-oka shop, Tokyo, GAZEBO, préfecture de Kanagawa, Marufuji (The Minamidenen Store), Tokyo
- 1987 : Daiko Dormitory, préfecture de Kanagawa, Marufuji (The Kosaku Store), Tokyo, ROTUNDA, préfecture de Kanagawa
- 1988 : HAMLET, Tokyo, Fujii Gallery, Tokyo
- 1989 : Wakatsuki House, préfecture de Kanagawa

### Années 1990
- 1991 : Hotakubo Housing, Kunamoto
- 1992 : Inter-Junction City XYSTUS, préfecture de Kanagawa, House in Katsushika, Tokyo, House in Okayama, Okayama, Inter-Junction City G.F building, préfecture de Kanagawa
- 1993 : Inter-Junction City PRADO préfecture de Kanagawa, Inter-Junction City AMNIS, préfecture de Kanagawa, Inter-Junction City LOGGIA, Préfecture de Kanagawa, Inter-Junction City OBERISK, préfecture de Kanagawa
- 1994 : Inter-Junction City COTE à COTE, préfecture de Kanagawa, Inter-Junction City ARCUS, préfecture de Kanagawa
- 1995 : House in Kamakura, Kamakura
- 1996 : Iwadeyna Junior High School, Miyagi, Yamamoto Clinic, Okayama, Shimoizumi Community Center/Shimoizumi Care Center, préfecture de Kanagawa
- 1998 : Office Kitano, Japon
- 1999 : Saitama Préfectural Universityé, Saitama

### Années 2000

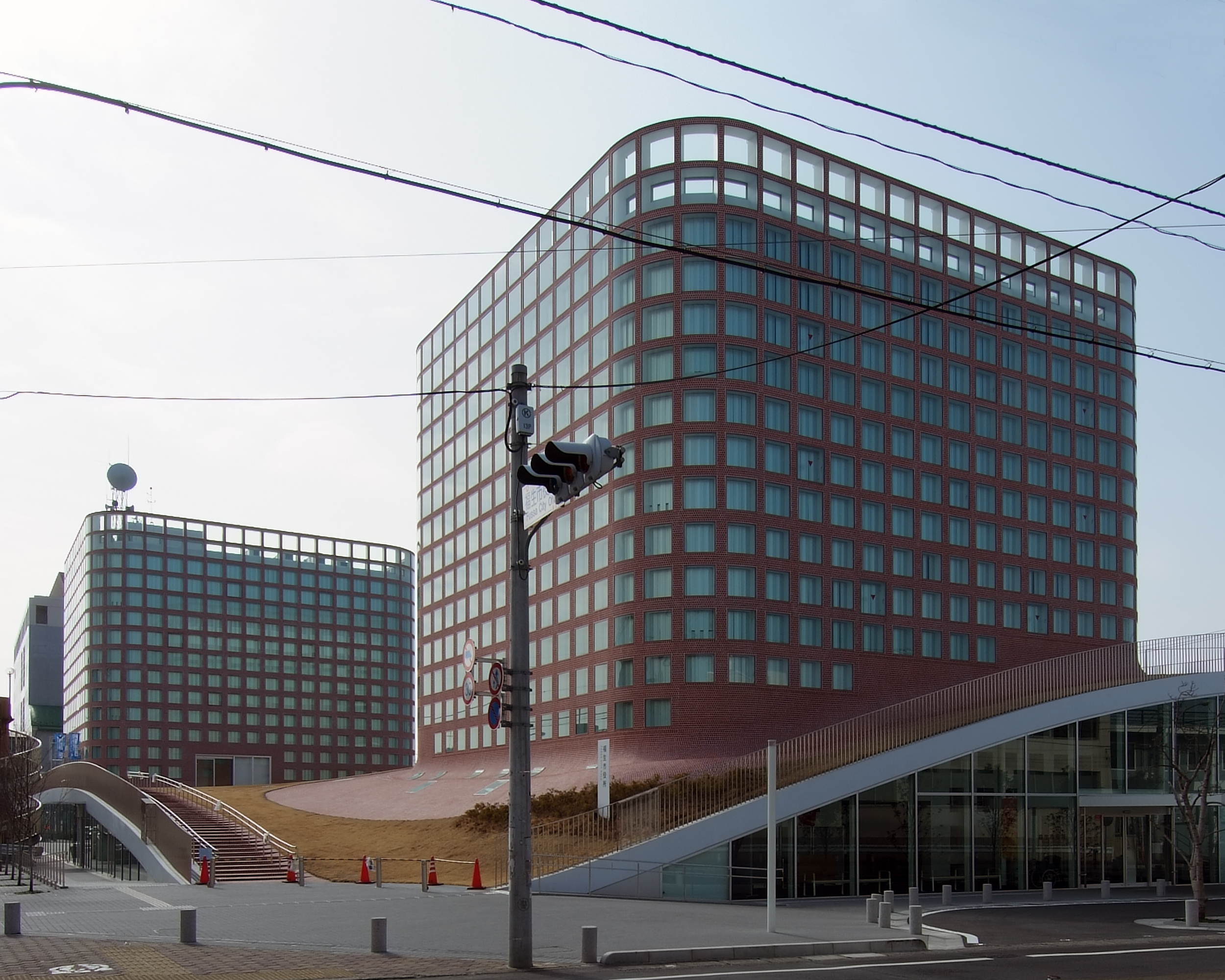
Le Fussa City Hall (2008)

- 2000 : Yokohama Public Housing, préfecture de Kanagawa, Future University Hakodate, Hokkaido, Hiroshima Nishi Fire Station, Hiroshima
- 2001 : Tokyo Welds Technical Center, Shizuoka, Ban Building, Japon
- 2002 : D Clinic, Saitama
- 2003 : Shinonome Canal Court Block1, Tokyo
- 2004 : Alminum House, Saga, Jian Wai SOHO, Pékin
- 2005 : Future University Hakodate Research Building, Hokkaido, SUSTRG Office Project, Fukushima
- 2007 : Yokosuka Museum of Art, préfecture de Kanagawa
- 2008 : Namics Techno Core, Niigata, Guan Yuan Housing, Pékin, Dragon Lily’s House, Gunma, Fussa City Hall, Tokyo
- 2009 : Utsunomiya University CORE, Tochigi
- 2010 : Pangyo Housing, Seongnam